# Prebijajoča bolečina
Prebijajoča ali prebojna bolečina je bolečina, ki se občasno pojavlja kljub protibolečinskemu zdravljenju (o njej govorimo zlasti pri zdravljenju z dolgodelujočimi opioidnimi analgetiki, lahko pa tudi z nesteroidnimi analgetiki). Običajno nastopi nenadno in je močna ter praviloma kratkotrajna. Pogosta je pri bolnikih z rakom, pojavlja se pa tudi pri drugih kroničnih boleznih, ki povzročajo bolečine, na primer pri bolnikih z bolečino v spodnjem delu hrbtenice. Lahko se pojavi zaradi nekega dogodka, kot je večja fizična aktivnost, ali spontano, brez sprožilnega dejavnika. Zdravi se predvsem z dodatnimi (rešilnimi) odmerki kratkodelujočih opioidnih analgetikov, kot je na primer fentanil.

## Značilnosti
Prebijajoča bolečina se lahko izraža različno, vendar je zanjo načeloma značilno, da nastopi nenadno – od nastopa do vrhunca jakosti minejo v povprečju tri minute. Običajno je kratkotrajna (traja od 30 do 60 minut) ter je zmerna do huda. Pojavi se lahko tudi večkrat dnevno. Nastopi lahko brez očinega vzroka (idiopatska bolečina) ali pa kot odziv na določen dražljaj (na primer izvajanje določenih gibov, kašelj …). Močno vpliva na bolnikovo kakovost življenja.

## Zdravljenje
Prebijajoča bolečina se pojavlja pri bolnikih, pri katerih je v osnovi sicer bolečina dobro nadzorovana z ustrezno terapijo (zlasti z opioidnimi analgetiki, lahko pa tudi z nesteroidnimi analgetiki). Zdravi se predvsem z dodatnimi (rešilnimi) odmerki kratkodelujočih opioidnih analgetikov, kot je na primer fentanil, pri čemer je pomembno hitro delovanje in kratek razpolovni čas.
Ob pojavu prebijajoče bolečine je pomembno opredeliti vzrok ter ga zdraviti, če je mogoče (na primer obsevanje zasevkov, ki povzročajo bolečine). Potrebno je tudi ponovno ovrednotiti ustrezne odmerke osnovnega protibolečinskega zdravljenja.

## Pojavnost
Prebijajoča bolečina se lahko pojavi pri komerkoli z določeno boleznijo, ki jo spremljajo bolečine (na primer revmatoidni artritis, multipla skleroza, fibromialgija ...), vendar pa je največ raziskav s področja raka. Natančnih podatkov o pojavnosti prebijajoče bolečine ni. Glede na ameriške podatke se pojavlja pri 50–90 % hospitaliziranih bolnikov, 89 % bolnikov na geriatričnih in paliativnih oddelkih in pri 35 % ambulantno vodenih bolnikih z rakom.